# Pultenaea luehmannii
Pultenaea luehmannii är en ärtväxtart som beskrevs av Joseph Henry Maiden. Pultenaea luehmannii ingår i släktet Pultenaea och familjen ärtväxter. Inga underarter finns listade i Catalogue of Life.